# Back to the World (álbum de Tevin Campbell)
Back to the World es el tercer álbum de estudio del cantante estadounidense Tevin Campbell, publicado el 18 de junio de 1996 por el sello Qwest Records.

## Recepción
En términos de ventas, Back to the World fue una decepción a comparación de sus primeros dos álbumes, T.E.V.I.N. (Platino) y I'm Ready (Doble Platino), obteniendo solo certificado de Oro. Tres sencillos fueron desprendidos del álbum: «Back to the World», «I Got It Bad» y «Could You Learn to Love».

## Listado de canciones
| N.º | Título                    | Duración |  |
| 1.  | «Back to the World»       | 5:00     |  |
| 2.  | «Dry Your Eyes»           | 4:44     |  |
| 3.  | «You Don't Have to Worry» | 5:40     |  |
| 4.  | «I Got It Bad»            | 5:04     |  |
| 5.  | «Tell Me Where»           | 4:29     |  |
| 6.  | «Could It Be»             | 4:55     |  |
| 7.  | «I Need You»              | 3:56     |  |
| 8.  | «I'll Be There»           | 4:46     |  |
| 9.  | «We Can Work It Out»      | 3:51     |  |
| 10. | «Beautiful Thing»         | 5:09     |  |
| 11. | «Could You Learn to Love» | 4:10     |  |
| 12. | «Break of Dawn»           | 5:48     |  |

| Edición de Japón |          |          |  |
| N.º              | Título   | Duración |  |
| 13.              | «Lately» | 2:55     |  |

## Certificaciones
| País                                                             | Certificación | Ventas   |
| ---------------------------------------------------------------- | ------------- | -------- |
| Estados Unidos                                                   | Oro           | 500,000^ |
| ^ cifras de envíos sobre la base de la certificación por sí sola |               |          |